# دیتون (نیوجرسی)
دیتون (به انگلیسی: Dayton) یک منطقهٔ مسکونی در ایالات متحده آمریکا است که در شهرستان میدلسکس، نیوجرسی واقع شده‌است. دیتون ۵٫۴۴۳ کیلومتر مربع مساحت و ۷٬۰۶۳ نفر جمعیت دارد و ۳۲ متر بالاتر از سطح دریا واقع شده‌است.